# Тугай Жанна Георгіївна

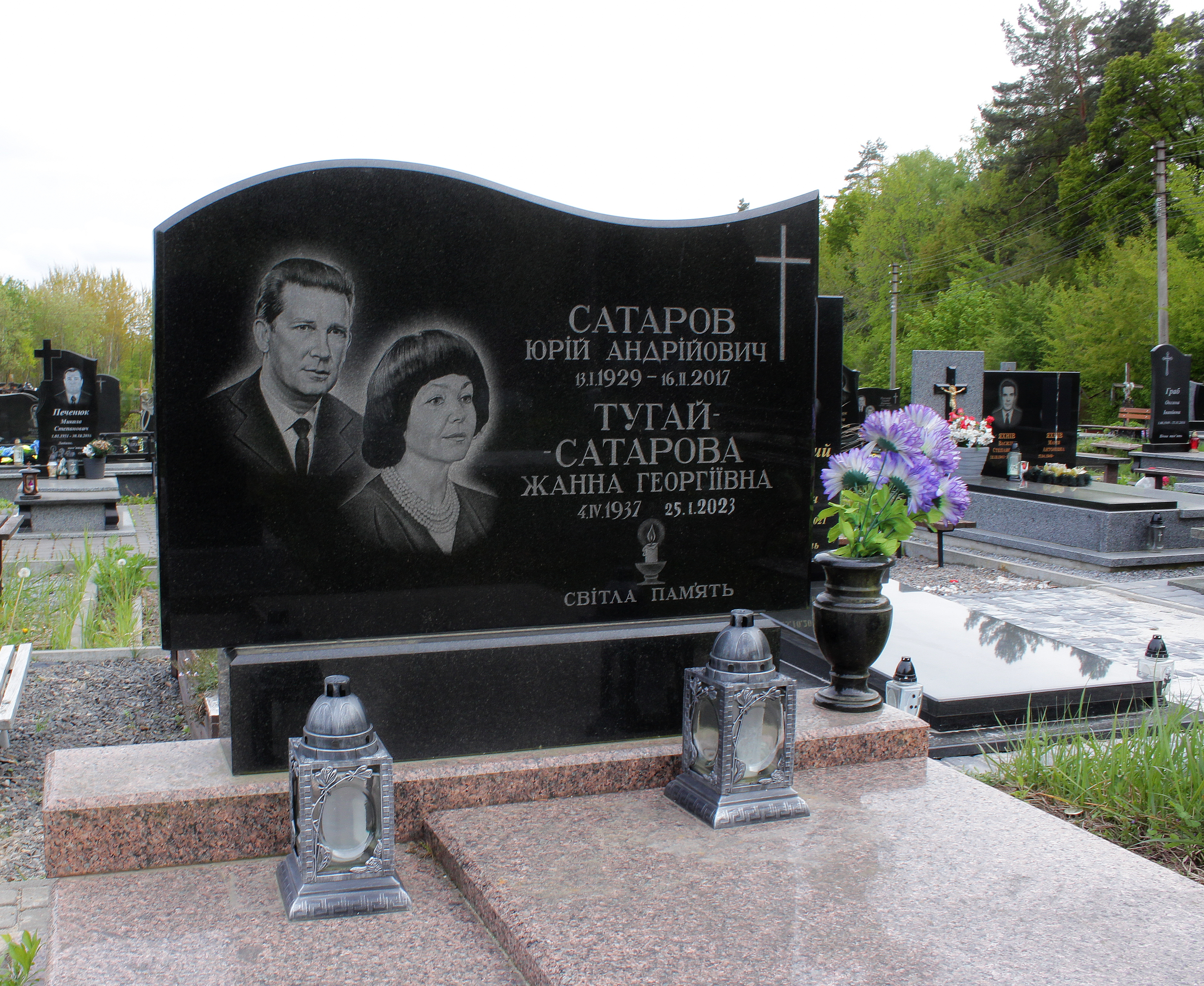

Жа́нна Георгі́ївна Туга́й (4 квітня 1937, Шпола, Київська область, УРСР, СРСР — 25 січня 2023, Львів, Україна) — радянська і українська театральна актриса. Народна артистка УРСР (1987).

## Життєпис
1958 року закінчила Київський театральний інститут (викладач Семен Ткаченко).
У 1958—1959 роках працювала у Львівському театрі юного глядача (нині — Перший український театр для дітей та юнацтва). У 1959—1965 роках і від 1967 року працює у Львівському театрі Радянської Армії (нині — Львівський академічний драматичний театр імені Лесі Українки).
Померла у Львові, похована на 3 а полі Голосківського цвинтаря.

## Ролі
- «Весілля в Малинівці» Б. Александрова — Яринка
- «Марія» Салинського — Василиса
- «Влада темряви» Льва Толстого — Анютка
- «Три сестри» Антона Чехова — Ольга
- «Зневажені і скривджені», «Гравець» Федора Достоевського — Неллі, Бланш де Каманж
- «Кольори» Павла Ар'є — Жінка в чорному

Львівський драматичний театр ім. Лесі Українки
- 2012 — «Моя дорога Памела, або Як уколошкати стареньку» Джона Патріка; реж. Людмила Колосович[1]

## Фільмографія
- «Під сузір'ям Близнюків» (1979)
- «Від Бугу до Вісли» (1980, епізод)
- «Кармелюк» (1985, шинкарка)